# Etiópia a 2016. évi nyári olimpiai játékokon
Etiópia a brazíliai Rio de Janeiróban megrendezett 2016. évi nyári olimpiai játékok egyik részt vevő nemzete volt. Az országot az olimpián 3 sportágban 37 sportoló képviselte, akik összesen 8 érmet szereztek.

## Érmesek
| Érem  | Versenyző       | Sportág  | Versenyszám    |
| ----- | --------------- | -------- | -------------- |
| Arany | Almaz Ayana     | Atlétika | Női 10 000 m   |
| Ezüst | Feyisa Lilesa   | Atlétika | Férfi maraton  |
| Ezüst | Genzebe Dibaba  | Atlétika | Női 1500 m     |
| Bronz | Hagos Gebrhiwet | Atlétika | Férfi 5000 m   |
| Bronz | Tamirat Tola    | Atlétika | Férfi 10 000 m |
| Bronz | Almaz Ayana     | Atlétika | Női 5000 m     |
| Bronz | Tirunesh Dibaba | Atlétika | Női 10 000 m   |
| Bronz | Mare Dibaba     | Atlétika | Női maraton    |

## Atlétika
Férfi
| Versenyző            | Versenyszám    | Előfutam | Előfutam | Előfutam | Elődöntő | Elődöntő | Elődöntő | Döntő         | Döntő         |
| Versenyző            | Versenyszám    | Idő      | Hely.    | Össz.    | Idő      | Hely.    | Össz.    | Idő           | Helyezés      |
| -------------------- | -------------- | -------- | -------- | -------- | -------- | -------- | -------- | ------------- | ------------- |
| Mohammed Aman        | 800 m          | 1:48,33  | 2.       | 31.      | 1:46,14  | 8.       | 18.      | kiesett       | kiesett       |
| Mekonnen Gebremedhin | 1500 m         | 3:47,33  | 5.       | 29.      | 3:40,69  | 6.       | 14.      | kiesett       | kiesett       |
| Dawit Wolde          | 1500 m         | 3:39,29  | 10.      | 14.      | 3:41,42  | 10.      | 19.      | kiesett       | kiesett       |
| Muktar Edris         | 5000 m         | 13:19,65 | 2.       | 2.       |          |          |          | kizárták      | kizárták      |
| Dejen Gebremeskel    | 5000 m         | 13:19,67 | 3.       | 3.       |          |          |          | 13:15,91      | 12.           |
| Hagos Gebrhiwet      | 5000 m         | 13:24,65 | 1.       | 11.      |          |          |          | 13:04,35      |               |
| Yigrem Demelash      | 10 000 m       |          |          |          |          |          |          | 27:06,27      | 4.            |
| Abadi Hadis          | 10 000 m       |          |          |          |          |          |          | 27:36,34      | 15.           |
| Tamirat Tola         | 10 000 m       |          |          |          |          |          |          | 27:06,26      |               |
| Hailemariyam Amare   | 3000 m akadály | 8:35,01  | 8.       | 28.      |          |          |          | kiesett       | kiesett       |
| Chala Beyo           | 3000 m akadály | 8:32,06  | 7.       | 20.      |          |          |          | kiesett       | kiesett       |
| Tafese Seboka        | 3000 m akadály | kizárták | kizárták | kizárták |          |          |          | kiesett       | kiesett       |
| Tesfaye Abera        | Maraton        |          |          |          |          |          |          | nem ért célba | nem ért célba |
| Lemi Berhanu         | Maraton        |          |          |          |          |          |          | 2:13:29       | 13.           |
| Feyisa Lilesa        | Maraton        |          |          |          |          |          |          | 2:09:54       |               |

Női
| Versenyző         | Versenyszám     | Előfutam | Előfutam | Előfutam | Elődöntő | Elődöntő | Elődöntő | Döntő         | Döntő         |
| Versenyző         | Versenyszám     | Idő      | Hely.    | Össz.    | Idő      | Hely.    | Össz.    | Idő           | Helyezés      |
| ----------------- | --------------- | -------- | -------- | -------- | -------- | -------- | -------- | ------------- | ------------- |
| Habitam Alemu     | 800 m           | 1:58,99  | 3.       | 3.       | 2:00,07  | 6.       | 15.      | kiesett       | kiesett       |
| Tigist Assefa     | 800 m           | 2:00,21  | 4.       | 20.      | kiesett  | kiesett  | kiesett  | kiesett       | kiesett       |
| Gudaf Tsegay      | 800 m           | 2:00,13  | 4.       | 18.      | kiesett  | kiesett  | kiesett  | kiesett       | kiesett       |
| Genzebe Dibaba    | 1500 m          | 4:10,61  | 1.       | 22.      | 4:03,06  | 1.       | 1.       | 4:10,27       |               |
| Besu Sado         | 1500 m          | 4:08,11  | 6.       | 14.      | 4:05,19  | 4.       | 8.       | 4:13,58       | 9.            |
| Dawit Seyaum      | 1500 m          | 4:05,33  | 1.       | 1.       | 4:04,23  | 2.       | 5.       | 4:13,14       | 8.            |
| Senbere Teferi    | 5000 m          | 15:17,43 | 2.       | 2.       |          |          |          | 14:43,75      | 5.            |
| Ababel Yeshaneh   | 5000 m          | 15:24,38 | 8.       | 15.      |          |          |          | 15:18,26      | 14.           |
| Almaz Ayana       | 5000 m          | 15:04,35 | 1.       | 1.       |          |          |          | 14:33,59      |               |
| Almaz Ayana       | 10 000 m        |          |          |          |          |          |          | 29:17,45      |               |
| Gelete Burka      | 10 000 m        |          |          |          |          |          |          | 30:26,66      | 8.            |
| Tirunesh Dibaba   | 10 000 m        |          |          |          |          |          |          | 29:42,56      |               |
| Sofia Assefa      | 3000 m akadály  | 9:18,75  | 2.       | 5.       |          |          |          | 9:17,15       | 5.            |
| Hiwot Ayalew      | 3000 m akadály  | 9:35,09  | 7.       | 25.      |          |          |          | kiesett       | kiesett       |
| Etenesh Diro      | 3000 m akadály  | 9:34,70  | 7.       | 24.      |          |          |          | 9:38,77       | 15.           |
| Mare Dibaba       | Maraton         |          |          |          |          |          |          | 2:24:30       |               |
| Tirfi Tsegaye     | Maraton         |          |          |          |          |          |          | 2:24:47       | 4.            |
| Tigist Tufa       | Maraton         |          |          |          |          |          |          | nem ért célba | nem ért célba |
| Yehualeye Beletew | 20 km gyaloglás |          |          |          |          |          |          | kizárták      | kizárták      |
| Askale Tiksa      | 20 km gyaloglás |          |          |          |          |          |          | 1:44:15       | 61.           |

## Kerékpározás

### Országúti kerékpározás
Férfi
| Versenyző    | Versenyszám   | Idő           | Helyezés      |
| ------------ | ------------- | ------------- | ------------- |
| Tsgabu Grmay | Mezőnyverseny | nem ért célba | nem ért célba |

## Úszás
Férfi
| Versenyző         | Versenyszám | Előfutam | Előfutam | Előfutam | Elődöntő | Elődöntő | Elődöntő | Döntő   | Döntő    |
| Versenyző         | Versenyszám | Idő      | Hely.    | Össz.    | Idő      | Hely.    | Össz.    | Idő     | Helyezés |
| ----------------- | ----------- | -------- | -------- | -------- | -------- | -------- | -------- | ------- | -------- |
| Robel Kiros Habte | 100 m gyors | 1:04,95  | 3.       | 59.      | kiesett  | kiesett  | kiesett  | kiesett | kiesett  |

Női
| Versenyző           | Versenyszám | Előfutam | Előfutam | Előfutam | Elődöntő | Elődöntő | Elődöntő | Döntő   | Döntő    |
| Versenyző           | Versenyszám | Idő      | Hely.    | Össz.    | Idő      | Hely.    | Össz.    | Idő     | Helyezés |
| ------------------- | ----------- | -------- | -------- | -------- | -------- | -------- | -------- | ------- | -------- |
| Rahel Gebresilassie | 50 m gyors  | 32,51    | 4.       | 75.      | kiesett  | kiesett  | kiesett  | kiesett | kiesett  |